# ساندور تاكاس
ساندور تاكاس (بالمجرية: Takács Sándor)‏ (20 أغسطس 1947 في المجر - ) هو لاعب كرة يد مجري. شارك في الألعاب الأولمبية الصيفية 1972.

## وصلات خارجية
- ساندور تاكاس على موقع أوليمبيديا (الإنجليزية)
- ساندور تاكاس على موقع اللجنة الأولمبية المجرية (الهنغارية)